# Вагонзак

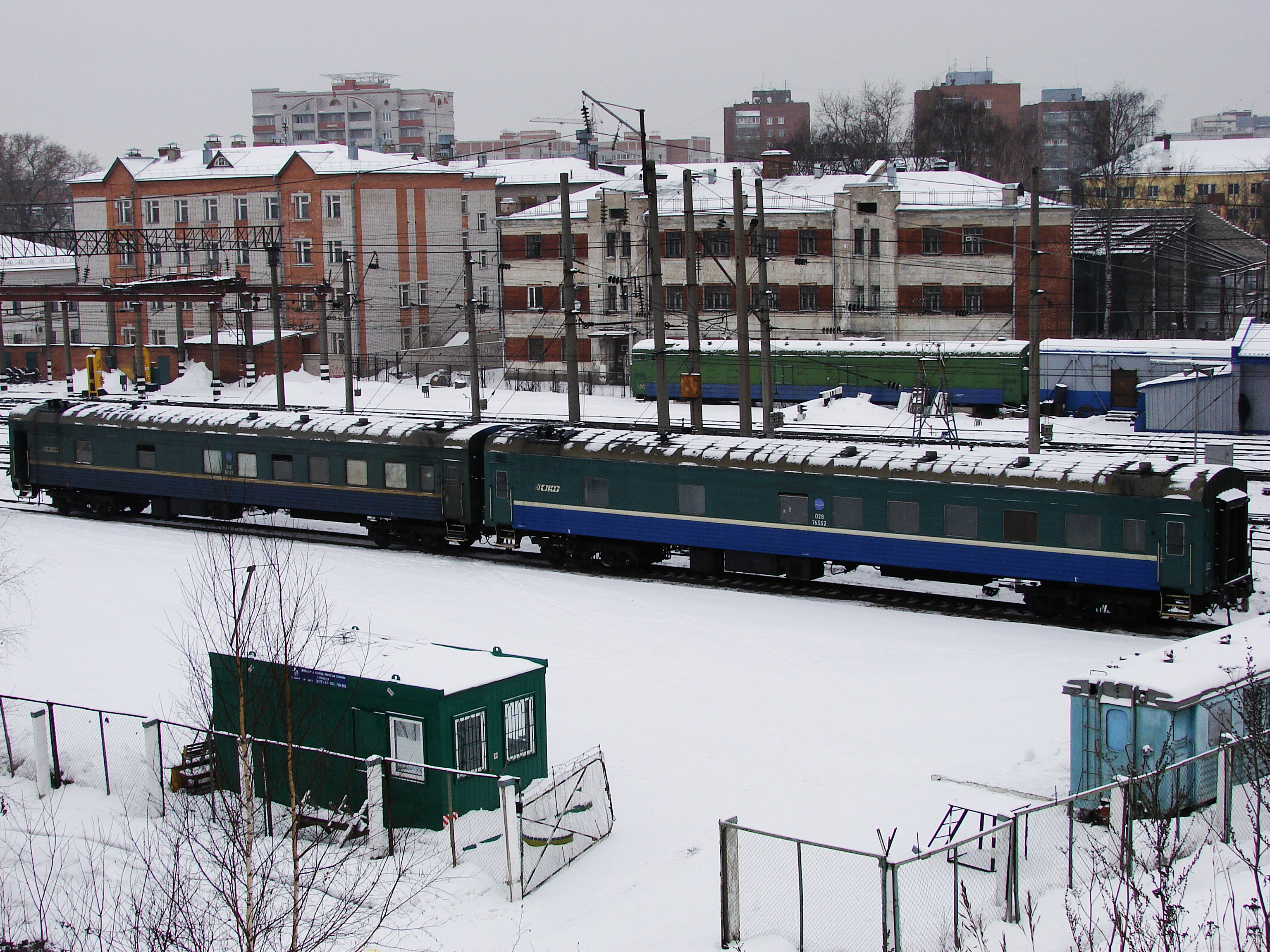
Вагонзаки на станции Вологда 1

Вагонза́к («вагон для перевозки спецконтингента», также жарг. «столыпин», «вагон-зек») — специальный вагон для перевозки подследственных и осуждённых.

## История появления

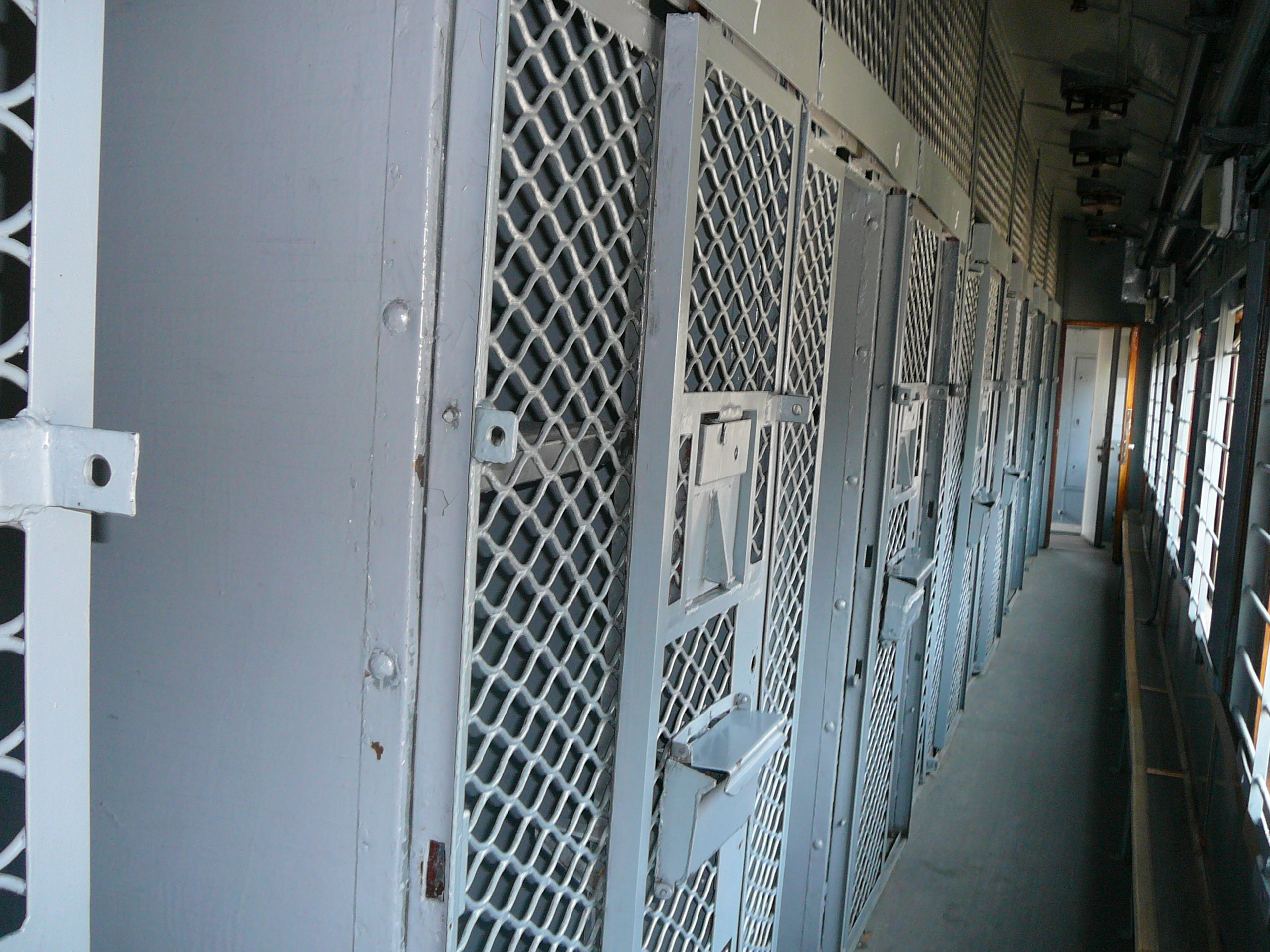
Внутри вагона для спецконтингента

Перевозка заключённых в вагонзаках во времена правления Сталина подробно описана в художественном произведении Александра Солженицына «Архипелаг ГУЛАГ» и мемуарах Евгении Гинзбург «Крутой маршрут». О перевозке в наше время рассказано в мемуарах В. Переверзина — Заложник: История менеджера ЮКОСа:119-121.
В советское время произошла подмена понятий и вагоны для перевозки заключенных стали называть «Столыпинскими». Хотя настоящие Столыпинские вагоны не имели никакого отношения к перевозке заключенных. Александр Солженицын в романе «Архипелаг Гулаг» писал о столыпинском вагоне: «История вагона такова. Он, действительно, пошел, по рельсам впервые при Столыпине: он был сконструирован в 1908 году, но — для переселенцев в восточные части страны, когда развилось сильное переселенческое движение и не хватало подвижного состава. Этот тип вагонов был ниже обычного пассажирского, но много выше товарного, он имел подсобные помещения для утвари или птицы (нынешние „половинные“ купе, карцеры) — но он, разумеется, не имел никаких решеток, ни внутри, ни на окнах. Решетки поставила изобретательная мысль, и я склоняюсь, что большевистская. А называться досталось вагону — столыпинским…»
С другой стороны, имеются свидетельства, что, Столыпинские вагоны, имели место, как минимум, у Белого движения: "Медленно подошёл поезд, в нём был один столыпинский вагон, сквозь решётку смотрели измождённые лица арестованных, их везли, как и меня, из разных мест в Екатеринослав." Г. И. Григоров, «Махно», 1965–1975 гг.

## Современный вагонзак

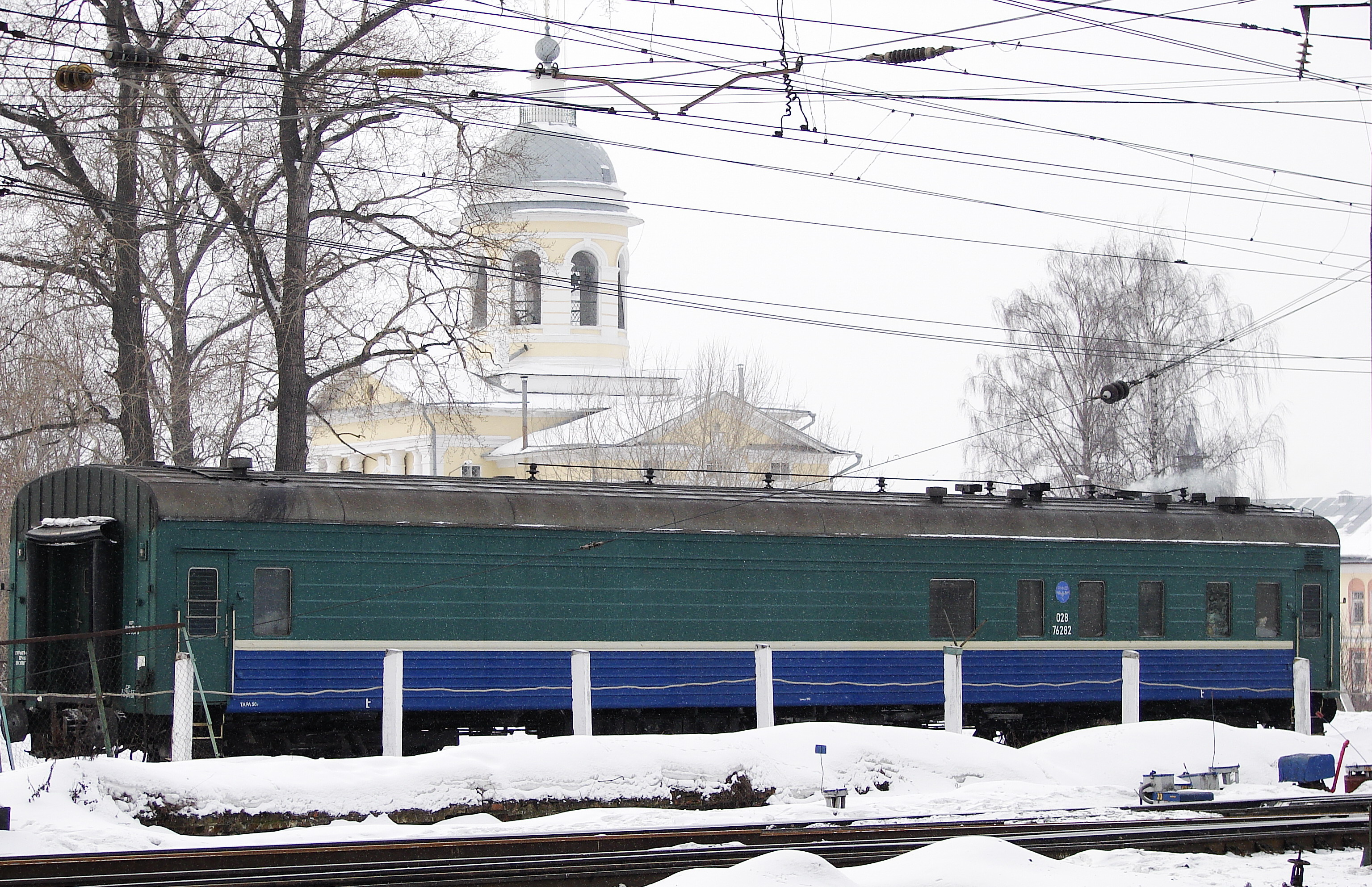
Вагонзак, вид с другой стороны. Там, где нет окон, находятся камеры.

Современный вагон для перевозки осуждённых является модификацией стандартного пассажирского вагона.
Внешний вид всех специальных вагонов — типовой, характерный для цельнометаллических пассажирских вагонов. Кузов сварной конструкции, защищён теплоизоляцией, опирается на две тележки и соединён с ними замковыми шкворнями, оборудован переходными площадками и буферами.
Вагон специальный модели ЦМВ 61-4500 постройки 2004 года обеспечивает размещение 75 человек спецконтингента в 3 малых (до 5 осуждённых в каждой) и 5 больших (до 12 осуждённых в каждой) камерах. Предусмотрено 10 служебных мест: 8 — для караула, 2 — для проводников.
Купе караула оборудовано двумя нижними диванами с рундуками, двумя подъёмными полками второго яруса, двумя полками третьего яруса, столом и двумя откидными лестницами.
Купе начальника караула оборудовано нижним диваном с рундуком, подъёмной полкой второго яруса, столом с тумбочкой, в которую вмонтирован сейф для оружия и спецсредств, настенным шкафом для личных дел спецконтигента, откидным сиденьем, шкафчиком для медикаментов, настенным бра, часами, нумератором вызывной и специальной сигнализации.
Современный вагон модели ЦМВ 61-4500 отличается от прежних модификаций большей комфортностью: улучшенной вентиляцией воздуха, наличием кондиционеров, газовой плиты, холодильника, микроволновой печи, душевой кабины для личного состава караула. Осуждённые имеют возможность пользоваться горячей водой для гидратации индивидуального рациона питания.
Использование дизельного генератора и автономного отопителя позволило обеспечить надёжность обогрева, улучшить санитарное состояние вагона, разрешить проблему с обеспечением заключенных кипяченой водой.
Все окна вагонов оборудуются предохранительными решётками, а окна, кроме туалета и кухни, оборудуются механическими шторками и солнцезащитными занавесками. Форточки открываются и фиксируются в крайних положениях. Окна кухни, туалета и внутренние рамы окон большого коридора и коридора некотлового конца имеют непрозрачные стекла.
Обшивка потолков выполнена из негорючих материалов. Каркасы диванов, спальных полок и рундуков выполнены из металла. Стенки камер имеют внутреннее металлическое усиление.
В камерах устанавливаются диваны первого яруса, полки с откидными клапанами и полки третьего яруса. Полки камер изготовлены из трудногорючих древесных материалов. Окна в камерах отсутствуют.
Нумерация дверей начинается с некотлового конца вагона. Двери всех камер сдвижные, решетчатые. Каждая дверь камеры имеет два замка: верхний — щеколдный с крючком, нижний — автоматический. Все двери имеют окна-форточки. Каждое окно закрывается сплошной металлической створкой со специальным замком.
Для изоляции некоторых категорий осуждённых решетчатая дверь камеры № 9 (для ранних моделей — камеры № 8) прикрывается глухой створкой-ставнем, запираемой двумя «барашками». В створке прорезан смотровой глазок.
В тамбурах имеются двери для входа в коридор вагона, для перехода в соседний вагон и две боковые выходные двери. Боковые и торцевые тамбурные двери имеют тройные запоры, двери для входа в коридор вагона — двойные запоры, двери в купе начальника и состава караула — одинарные запоры.
Сигнализационные средства оповещения вагона состоят из:
- восьми вызывных кнопок, смонтированных на боковинах под резиновыми диафрагмами (по две кнопки у входной тамбурной двери)
- двух звонковых кнопок, расположенных на боковине большого коридора, напротив третьей и седьмой камер
- нумератора на 10 номеров, установленного на перегородке в купе начальника караула

На крыше спецвагонов установлена горизонтальная лучевая радиоантенна для приема передач на длинных и средних волнах. Радиооборудование состоит из трёх радиоточек, расположенных в купе начальника караула, в купе караула и купе проводников.
Для подачи высоковольтного питания от контактной сети электровоза через вагон к соседним единицам подвижного состава оборудована пролётная подвагонная магистраль 3000 В.
Для повышения надёжности охраны и жизнеобеспечения технического состояния в вагоне установлена система сигнализации и внутренней связи для использования на железнодорожном транспорте «Незабудка-Ж» в сети «часовой — начальник караула» и блокировки дверей камер и наружных дверей вагона.
Вагон также оборудован сигнализацией:
- противопожарной защиты
- работы и аварийных режимов системы электроснабжения
- контроля уровня и температуры воды и воздуха
- работы вентиляции

Для контроля за несением службы караулом установлены средства видеонаблюдения: 3 видеокамеры и монитор в купе начальника караула. Предусмотрена возможность использования видеомагнитофона и мобильной радиостанции. Имеется радиотрансляционная сеть.
Вагон оборудован системой автономного электроснабжения постоянного тока напряжением 110 В, аккумуляторной батареей емкостью 250 А•ч, которая обеспечивает работу средств освещения и сигнализации на длительных стоянках (12-16 ч).
Производство вагонзаков велось заводом им. Егорова, позже их производство продолжил ОАО «ТВЗ».
Номер вагона для перевозки спецконтингента всегда начинается с числа 76 (число 76 означает, что вагон прицепляется в последнюю очередь в «хвост» состава и изолируется от других вагонов поезда). Сверху над номером изображён трёхзначный код, начинающийся с нуля — это код приписки вагона к определённой железной дороге. К примеру, такая нумерация вагона — 028 76857 — обозначает, что это вагон для перевозки спецконтингента с порядковым номером 857, приписанный к Северной железной дороге.